# Нешковиці-Малі
Нешковиці-Малі (пол. Nieszkowice Małe) — село в Польщі, у гміні Бохня Бохенського повіту Малопольського воєводства.
Населення — 473 особи (2011).
У 1975-1998 роках село належало до Тарновського воєводства.

## Демографія
Демографічна структура станом на 31 березня 2011 року:
|          | Загалом | Допрацездатний вік | Працездатний вік | Постпрацездатний вік |
| -------- | ------- | ------------------ | ---------------- | -------------------- |
| Чоловіки | 244     | 55                 | 170              | 19                   |
| Жінки    | 229     | 57                 | 131              | 41                   |
| Разом    | 473     | 112                | 301              | 60                   |